# Vaitape

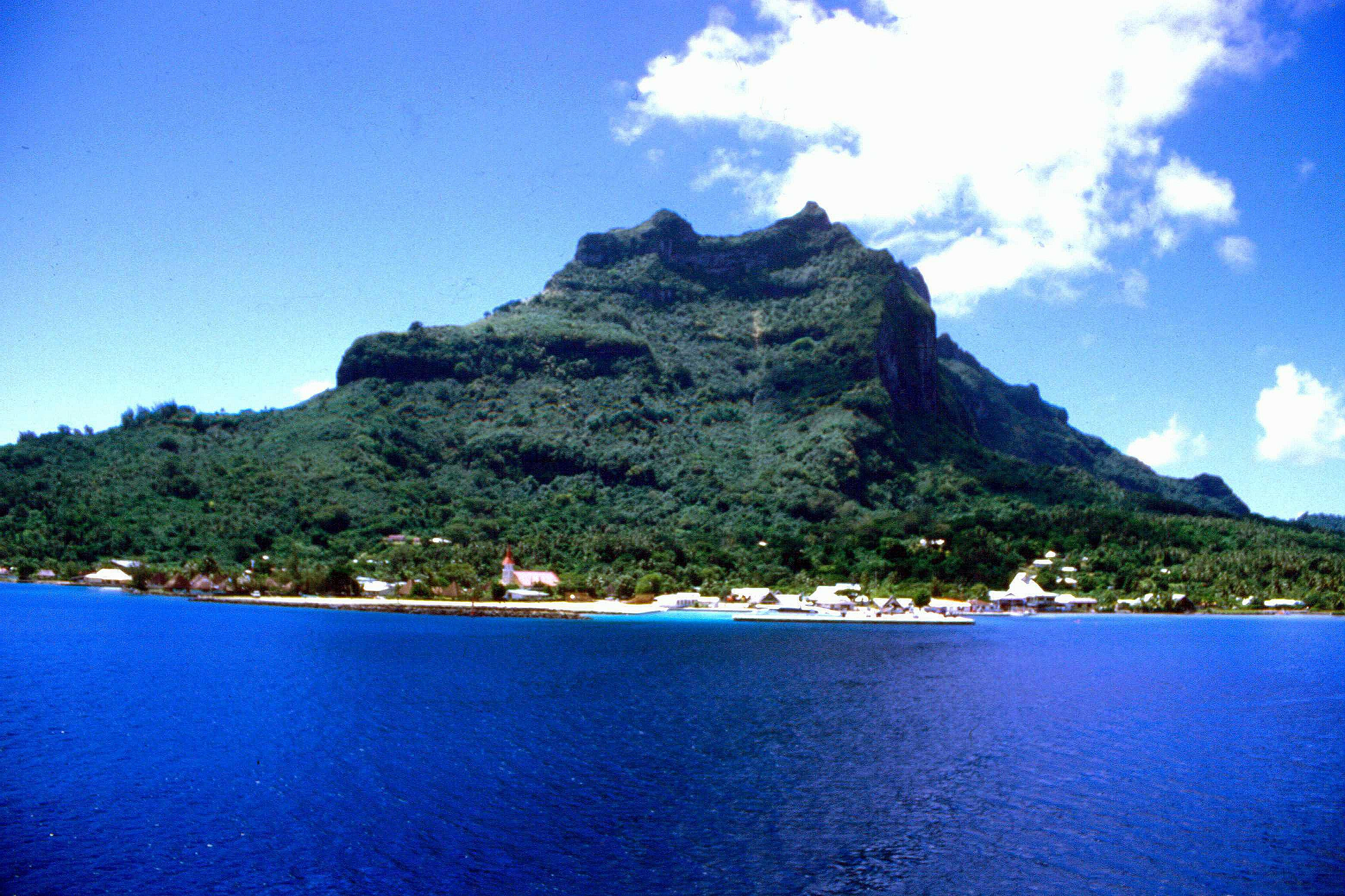
Vaitape na Bora Bora

Vaitape – miasto w Polinezji Francuskiej; na wyspie Bora-Bora; 4 900 mieszkańców (2006). Przemysł spożywczy, drzewny.